# Познанское воеводство (II Речь Посполитая)

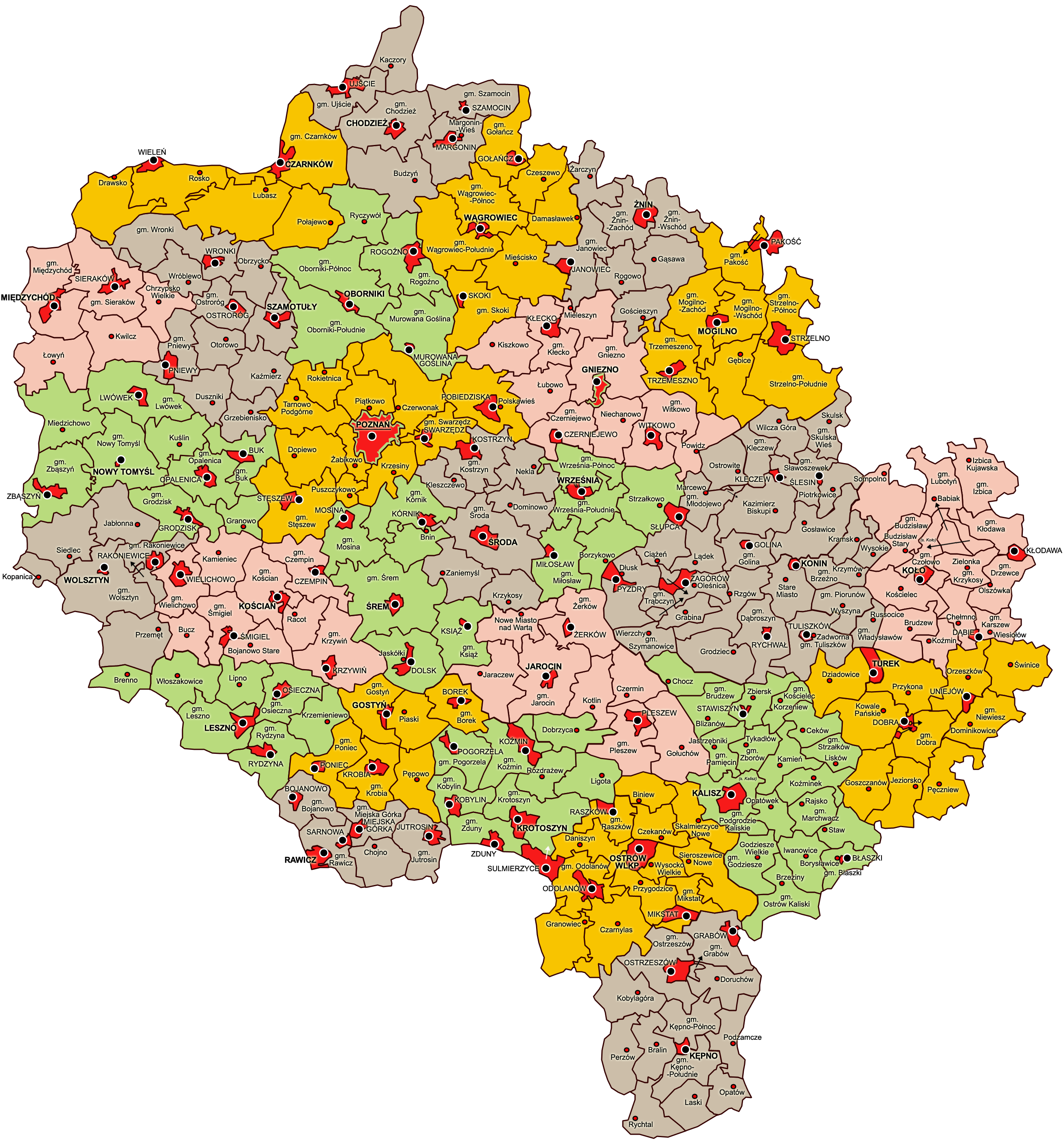
Административная карта Познанского воеводства 1938 г.

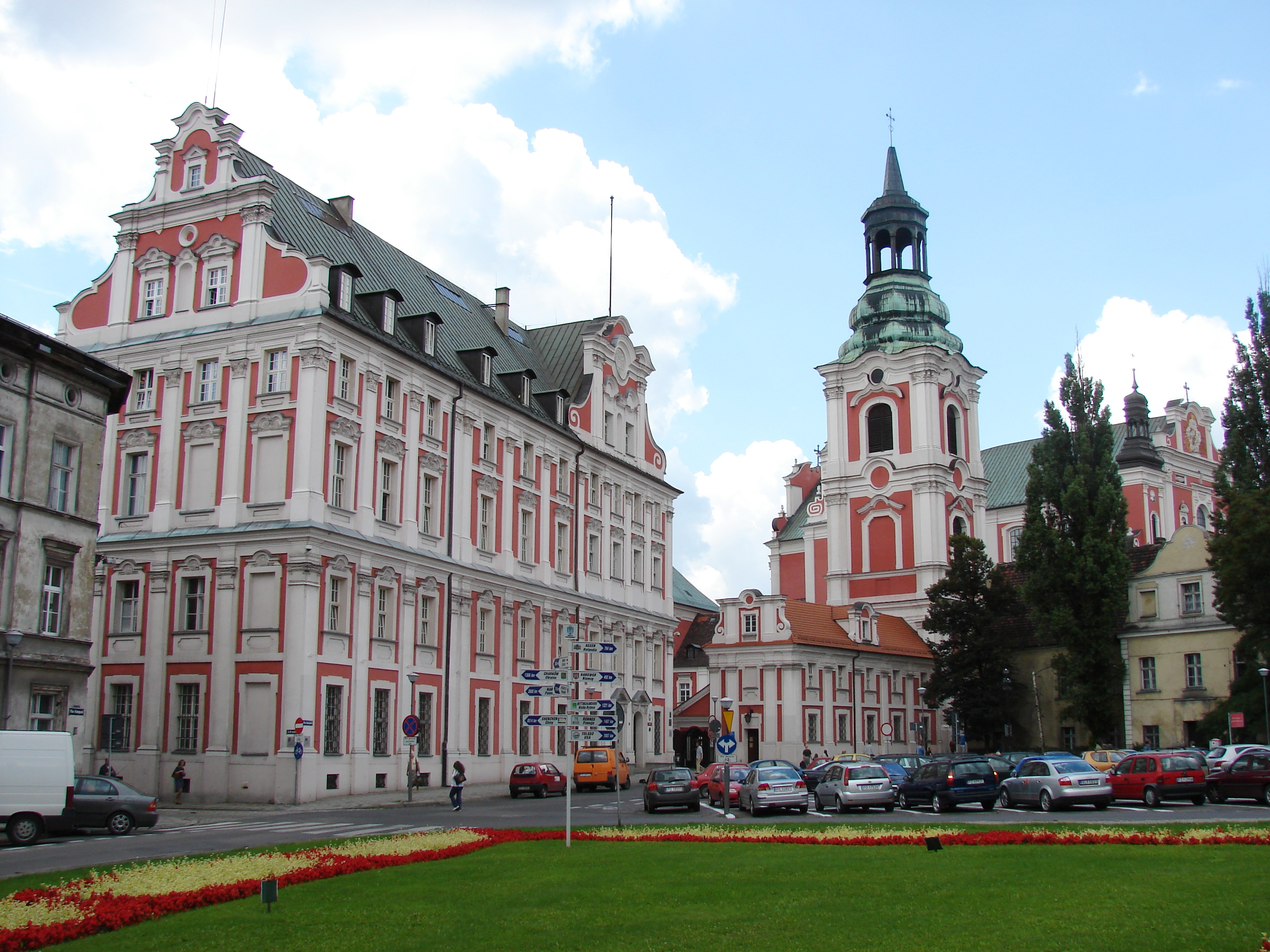
Познанское воеводское управление в Познани — современный вид

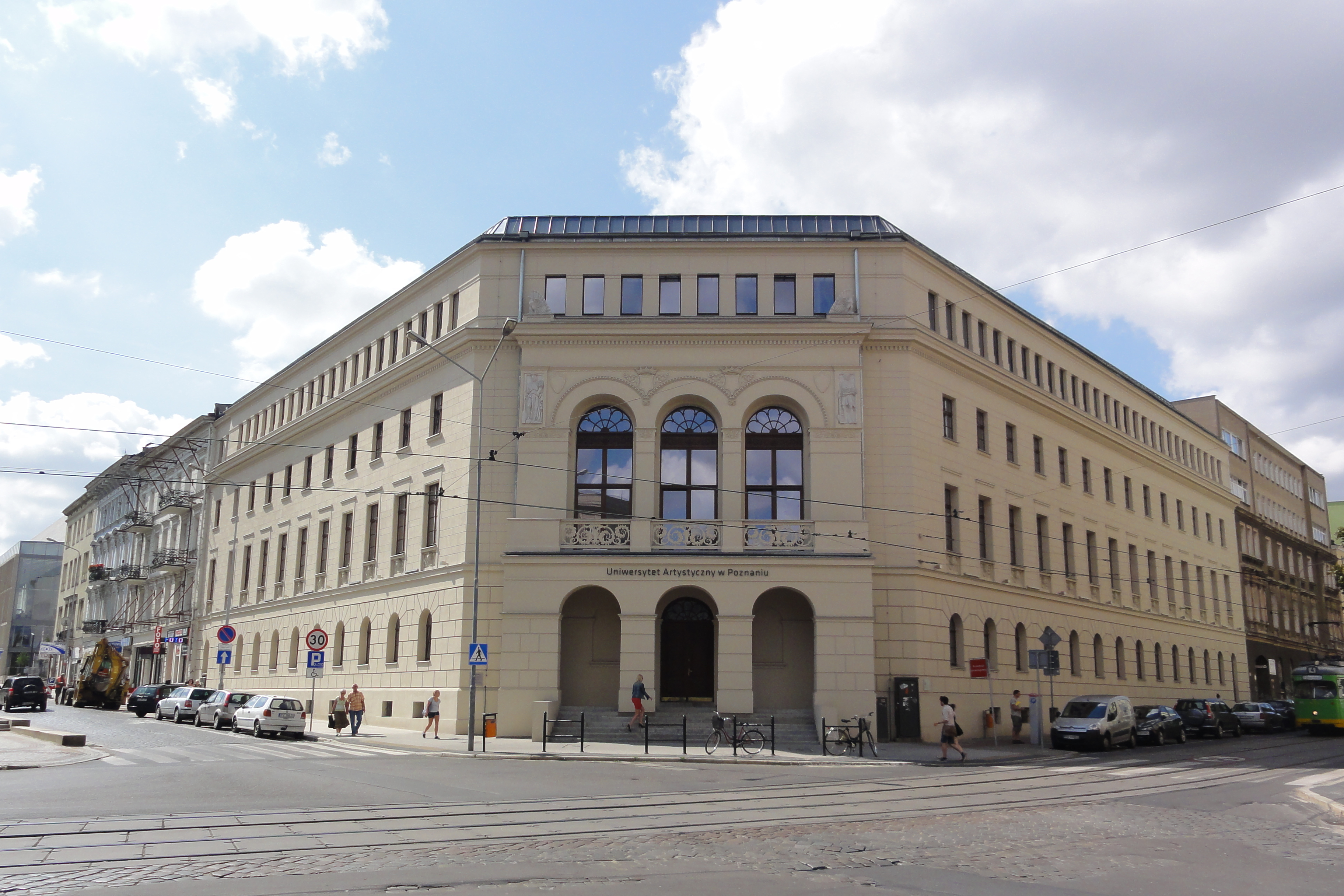
Окружное староство в Познани — современный вид

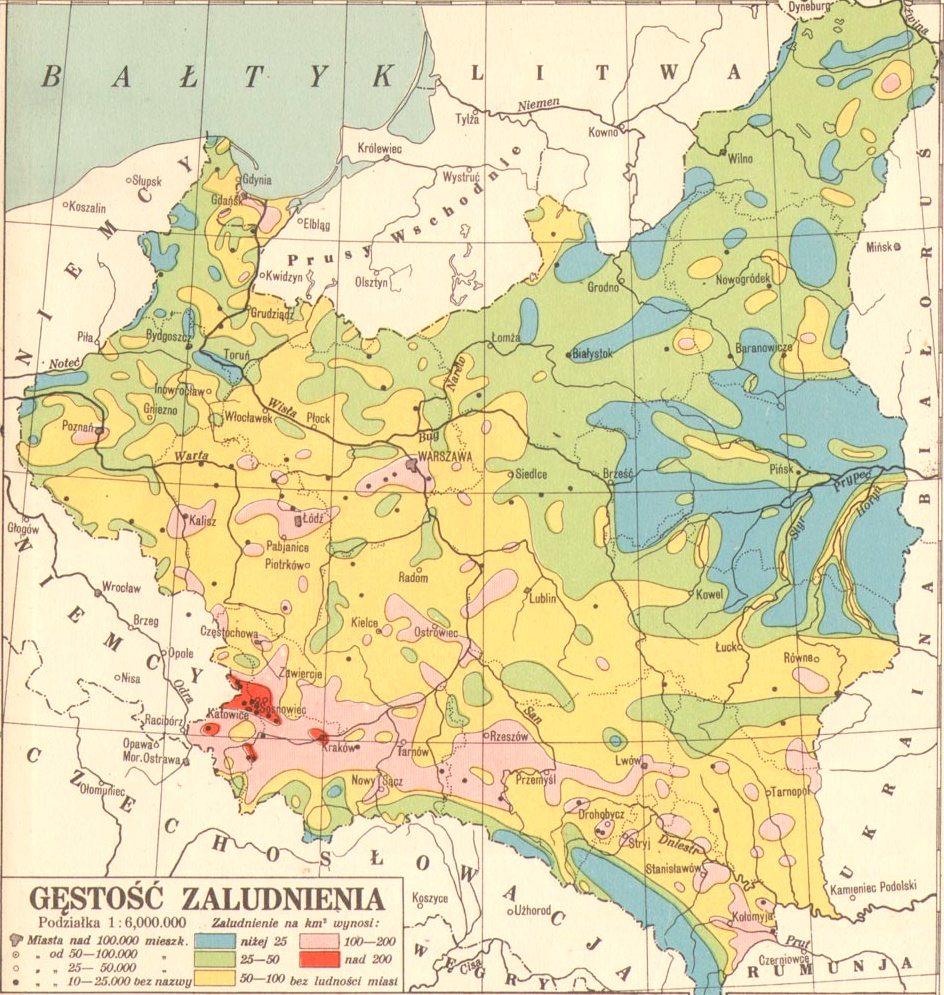
Польша, плотность населения (1931 г.)

Познанское воеводство (пол. Województwo poznańskie) — административно-территориальная единица Второй Польской Республики, существовавшая в 1919—1939 годах, со столицей в Познани.
Основные города: Познань, Быдгощ (до 1938 г.), Калиш (с 1938 г.), Гнезно, Иновроцлав, Яроцин, Кротошин, Лешно, Мендзыхуд, Острув-Велькопольски, Равич.
Одно из двух воеводств (наряду с Поморским воеводством), где существовало воеводское самоуправление. Он действовал на основе оставленных прусских правил. Органами этого самоуправления были: воеводский сеймик (Sejmik Krajowy Poznański), воеводское отделение и национальный староста.

## Административное деление
Площадь поветов по состоянию на 1939 год, в случае более раннего упразднения или изменения воеводской принадлежности повета за последний год его существования в пределах данного воеводства. Население по переписи 1931 года, для округов, упраздненных или переданных до этой даты, данные переписи 1921 года.
| Повет                               | Площадь (км²) | Численность населения повета | Центр повета (численность населения) |
| ----------------------------------- | ------------- | ---------------------------- | ------------------------------------ |
| Быдгощский повет (до 1938)          | 1334          | 58 100                       | Быдгощь (117 528)                    |
| Быдгощ (до 1938)                    | 75            | 117 528                      | Быдгощь (117 528)                    |
| Ходзеский повет                     | 893           | 44 500                       | Ходзеж                               |
| Чарнкувский повет                   | 919           | 43 300                       | Чарнкув                              |
| Гнезно (с 1925)                     | 18            | 29 924                       | Гнезно                               |
| Гнезненский повет                   | 1126          | 57 300                       | Гнезно                               |
| Гостыньский повет                   | 701           | 55 900                       | Гостынь                              |
| Гродзиский повет (до 1932)          | 430           | 35 672                       | Гродзиск-Велькопольски               |
| Иновроцлав (с 1925 до 1938)         | 37            | 30 862                       | Иновроцлав                           |
| Иновроцлавский повет (до 1938)      | 1267          | 67 500                       | Иновроцлав                           |
| Яроцинский повет                    | 1124          | 87 500                       | Яроцин                               |
| Калишский повет (с 1938)            | 1478          | 196 700                      | Калиш                                |
| Кемпненский повет                   | 1179          | 86 800                       | Кемпно                               |
| Кольский повет (с 1938)             | 1097          | 109 800                      | Коло                                 |
| Конинский повет (с 1938)            | 2152          | 188 000                      | Конин                                |
| Косьцянский повет                   | 1057          | 78 900                       | Косьцян                              |
| Козминский повет (до 1932)          | 453           | 34 496                       | Козмин-Велькопольски                 |
| Кротошинский повет                  | 915           | 75 500                       | Кротошин                             |
| Лешненский повет                    | 827           | 61 200                       | Лешно                                |
| Мендзыхудский повет                 | 755           | 31 000                       | Мендзыхуд                            |
| Могиленский повет                   | 1059          | 70 300                       | Могильно                             |
| Новотомыский повет                  | 1276          | 87 300                       | Новы-Томысль                         |
| Оборницкий повет                    | 966           | 50 400                       | Оборники                             |
| Одолянувский повет (до 1932)        | 629           | 43 217                       | Одолянув                             |
| Острувский повет                    | 1194          | 104 100                      | Острув-Велькопольски                 |
| Остшешувский повет (do 1932)        | 572           | 40 082                       | Остшешув-Великопольски               |
| Плешевский повет (до 1932)          | 483           | 38 234                       | Плешев                               |
| Познань                             | 77            | 246 698                      | Познань                              |
| Познанский повет (с 1925)           | 1227          | 91 200                       | Познань                              |
| Восточно-познанский повет (до 1924) | 664           | 51 530                       | Poznań                               |
| Западно-познанский повет (до 1924)  | 638           | 45 337                       | Poznań                               |
| Равичский повет                     | 523           | 49 900                       | Равич                                |
| Стшельновский повет (до 1932)       | 615           | 39 913                       | Стшельно                             |
| Шамотульский повет                  | 1076          | 67 700                       | Шамотулы                             |
| Шубинский повет (до 1938)           | 917           | 47 800                       | Шубин                                |
| Смигельский повет (до 1932)         | 554           | 37 955                       | Смигель                              |
| Средский повет                      | 800           | 49 900                       | Сьрода-Велькопольска                 |
| Сьремский повет                     | 921           | 57 300                       | Сьрем                                |
| Турекский повет (с 1938)            | 1591          | 130 500                      | Турек                                |
| Вонгровецкий повет                  | 1037          | 54 300                       | Вонгровец                            |
| Витковский повет (до 1927)          | 588           | 30 248                       | Витково                              |
| Вольштынский повет                  | 754           | 47 900                       | Вольштын                             |
| Вжесьнёвский повет                  | 608           | 43 700                       | Вжесня                               |
| Выжиский повет (до 1938)            | 1163          | 66 900                       | Выжиск                               |
| Жнинский повет                      | 739           | 41 500                       | Жнин                                 |

## Население
Население воеводства в 1921 году составляло 1 967 865 человек.
Распределение населения по национальностям:
- Поляки — 83,2 %; 1 636 316
- Немцы — 16,7 %; 327 846

Распределение населения по религии:
- Католики — 82,9 %; 1 632 087
- Протестанты — 16,3 %; 321 564
- Иудеи — 0,5 %; 10 397

## Познанские воеводы Второй Речи Посполитой
- Витольд Целиховский, 16 октября 1919 г. — 2 января 1923 г.
- Адольф Рафал Бнинский, 10 января 1923 г. — 9 мая 1928 г.
- Петр Дунин Борковский, 9 мая 1928 г. — 11 октября 1929 г.
- Роджер Адам Рачинский, 11 октября 1929 г. — 31 июля 1934 г.
- Станислав Кауцкий, 1 августа 1934 г. — 15 января 1935 г.
- Артур Марушевский, 16 января 1935 г. — 23 июня 1935 г.
- Николай Квасьневский, 26 июня 1935 г. — 13 сентября 1935 г.
- Тадеуш Валицкий, 19 сентября 1935 г. — 29 октября 1935 г.
- Артур Марушевский, 29 октября 1935 г. — 19 мая 1939 г.
- Людвик Боцяньский, с 19 мая 1939 г. по 12 сентября 1939 г.